# メリイ・ウィドウ
『メリイ・ウィドウ』（英語:The Merry Widow）は、1952年に製作・公開されたアメリカ合衆国の映画である。フランツ・レハール作曲のオペレッタ『メリー・ウィドウ』を映画化したものである。ラナ・ターナー（歌はトゥルーディ・アーウィンによる吹き替え）、フェルナンド・ラマス主演。
この映画は2つのアカデミー賞にノミネートされた。美術監督・装置賞候補に、セドリック・ギボンズ、ポール・グロッシー、アーサー・クラムズ、エドウィン・B・ウィリス、そしてヘレン・ローズ、ジャイル・スティールがアカデミー衣裳デザイン賞候補となった。

## キャスト
- クリスタル・ラデク：ラナ・ターナー
- ダニロ伯爵：フェルナンド・ラマス
- キティ・ライリー：ウナ・マーケル 
1934年の『メリィ・ウィドウ』でドロレス王妃を演じた。
- ポポフ男爵：リチャード・ヘイドン
- 王様：トーマス・ゴメス
- ワシントン駐在大使：ジョン・アボット
- 巴里のお巡りさん：マルセル・ダリオ
- ニッキィ：キング・ドノヴァン
- モーリス：ロバート・クート
- ジプシーの娘：スジャータ・ルベナー
- マルセラ：リザ・フェラディ
- クンジャニィ：シェパード・メンケン
- ドモ少佐：ルドウィヒ・ストッセル